# ユーロLOT
ユーロLOT（ポーランド語:EuroLOT）はポーランドのワルシャワにある航空会社。LOTポーランド航空の子会社で、ポーランド国内線や近距離国際線、チャーター便を運航している。ハブ空港はワルシャワ・フレデリック・ショパン空港。

## 歴史
ユーロLOTは1996年12月19日に設立され、1997年7月1日より運航を開始した。当初はLOTポーランド航空とは違う独立した航空ネットワークを構築しており、ATR42-300型機5機とATR72-202型機8機を乗員と共にLOTポーランド航空からリースして運航を行っていた。1998年から2000年にかけてはさらに18人乗りのBAe-Jetstream31型機を追加した。
しかし航空業界のネットワーク再編やコスト削減の波に押されて2000年に独立した航空会社からLOTポーランド航空の国内線を担当する子会社へと移行し、リースしていた保有機材もすべてLOTポーランド航空へと戻され新しい機材への買い替えが進められた。現在の従業員数は約280人。

## 就航都市
- ポーランド
  - ワルシャワ
  - クラクフ
  - グダニスク
  - ポズナン
  - シュチェチン
  - カトヴィツェ
  - ジェシュフ
  - ヴロツワフ
  - ブィドゴシュチュ
- ドイツ
  - ベルリン
  - ミュンヘン
  - ハンブルク
  - フランクフルト
- オーストリア
  - ウィーン
- チェコ
  - プラハ
- リトアニア
  - ヴィリニュス
- ロシア
  - カリーニングラード

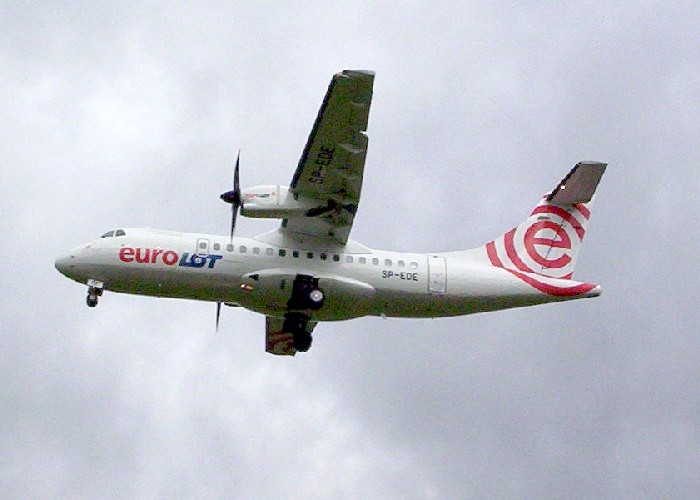
ユーロLOTのATR42-500型機

このほかスタヴァンゲル、パレルモ、パフォス、ピサ、チューリッヒなどにもチャーター便を飛ばしている。

## 保有機材
- ATR42-500 6機（46席）
- ATR72-202 8機（64席）